# Lass niemals Blumen sprechen
Lass niemals Blumen sprechen ist der dreizehnte James-Bond-Roman, der nicht von Ian Fleming geschrieben wurde. Nach Flemings Tod 1964 wurden andere Autoren von der Ian Fleming Publications Limited beauftragt, die James-Bond-Romanreihe fortzuführen. Der Roman wurde am 5. Juni 2023 in deutscher Erstveröffentlichung vom Cross Cult Verlag publiziert.

## Inhalt
Vier Menschen, die scheinbar nichts miteinander zu tun haben, werden auf unterschiedliche Weise von verschiedenen Mördern getötet. In der Schweiz wird eine fünfte Person, die MI5-Agentin Laura March, ermordet, wiederum auf eine neue Art und Weise. Da die Schweizer Polizei nicht möchte, dass der MI5 einen Fall untersucht, wird James Bond beauftragt, die Ermittlungen zu verfolgen.
Er wird von der Schweizer Agentin Fredericka „Flicka“ von Grüsse empfangen. Sie erzählt ihm, dass March dorthin gegangen ist, um ihren Bruder David zu treffen, was Bond überrascht, da March keine Geschwister hat. Es stellt sich jedoch heraus, dass March gelogen hat, weil ihr Bruder verrückt geworden ist und mehrere Menschen ermordet hat. Er war im Gefängnis gestorben und Bond und Girl fragten sich immer noch, wen sie die letzten Male in der Schweiz getroffen hatte.
Bond und Flicka untersuchen das Hotel, in dem March übernachtet hat, und finden einen Brief an David. Sie schicken ein Exemplar nach London und während sie warten, lieben sie sich. Am nächsten Morgen stellen sie fest, dass jemand den Brief gestohlen hat. Nachdem er seinen Chef informiert hat, geht Bond mit Flicka zu dem Berg, auf dem March gestorben ist, und erfährt, dass die Schweizer Polizei herausgefunden hat, dass der mutmaßliche Mörder als eine Person angekommen und als eine andere gegangen ist, mit einem markanten Stock, was Bond an einen der früheren Morde denken lässt.
Bevor Bond und Flicka Zeit haben, weiter zu handeln, erfahren sie, dass sie aufgrund der Unachtsamkeit des Briefes von dem Fall abgekoppelt wurden. Bond nimmt sich daraufhin einen Monat Auszeit. Bald entdeckt er, dass der MI5 ihn beschattet, und durch ein Täuschungsmanöver gelingt es ihm, einen der MI5-Agenten zu treffen, denen er vertraut.
Marchs letzter Freund sei David Dragonpol gewesen, der beste britische Schauspieler seit Laurence Olivier, der sich vor kurzem aus unbekannten Gründen in sein Schloss am Rhein zurückgezogen habe. Als Bond zu einem Treffen mit Flicka aufbricht, wird er verdächtigt, den MI5-Agenten ermordet zu haben. Bond geht zur Polizei, die von Bonds Chef M angewiesen wurde, ihn freizulassen.
Der nächste Schritt besteht darin, zur Beerdigung im März zu gehen, wo jemand eine seltsame Blume geschickt hat, eine Hybridrose, genau wie die, die zu den vorherigen vier Morden geschickt wurde. Bond beschließt, Flicka zu Dragonpole's Schloss zu bringen. Dort angekommen, treffen sie auf Dragonpol und seine Schwester Maeve, die gemeinsam ein riesiges Theatermuseum vorbereiten.
Flicka erzählt Bond von dem Verdacht der Schweizer Polizei, dass Dragonpol ein Terrorist ist, aber der letzte Hinweis ist Maeve Dragonpols Interesse an Hybridrosen. Sie fliehen durch das Theatermuseum von Dragonpol und finden Pläne, die darauf hindeuten, dass es Anschläge in Mailand, Athen und Paris geben wird: gegen Kiri Te Kanawa, Yassir Arafat und einige, die sie nicht identifizieren können. Sie verlieren jedoch Dragonpol aus den Augen, der überall und mit jedem Erscheinungsbild sein kann.
M gibt Bond und Flicka den neuen Auftrag, Opferlämmer für Dragonpol in Mailand zu werden. Nach kurzer Zeit greift er an – seinen Zwillingsbruder, den echten David Dragonpol. In Verhören mit M und einigen anderen enthüllt der Zwillingsbruder Daniel Dragonpol, dass David taubstumm geboren wurde und daher von der Familie geheim gehalten wurde, aber nach einem Unfall wieder hören und sprechen konnte. Er war besessen davon, der beste Schauspieler zu werden, hatte aber auch angefangen, Menschen zu ermorden. Der Mord an seinem Bruder war Daniel Dragonpols Weg, sich der Schuld zu entziehen.
Bald stellt sich heraus, dass es nur eine List war und er geflohen ist, genau wie Maeve. Bond findet heraus, wohin Dragonpol geht, nach Eurodisney, wo er Prinzessin Diana und ihre beiden Söhne töten will. Er schmiedet einen Verteidigungsplan, wird aber von Dragonpol überlistet. Bond schafft es trotzdem, Dragonpol zu töten und den Angriff zu vereiteln.
Abschließend spricht Bond über eine mögliche Hochzeit mit Flicka.

## Ausgaben
Der Roman Never Send Flowers von dem Schriftsteller John Gardner erschien bereits am 15. Juli 1993 in Großbritannien. Die Erstveröffentlichung in Deutschland fand am 5. Juni 2023 beim Cross Cult Verlag statt unter dem Titel: Lass niemals Blumen sprechen.